# Heizmannia menglianeroides
Heizmannia menglianeroides är en tvåvingeart som beskrevs av Dong, Dong, Zhou, Wang och Lu 2003. Heizmannia menglianeroides ingår i släktet Heizmannia och familjen stickmyggor. Inga underarter finns listade i Catalogue of Life.